# Robin Le Normand
Robin Le Normand (* 11. November 1996 in Pabu, Bretagne) ist ein spanisch-französischer Fußballspieler, der bei Atlético Madrid unter Vertrag steht.

## Vereinskarriere
Der im bretonischen Pabu im Département Côtes-d’Armor geborene Robin Le Normand begann seine fußballerische Ausbildung beim FC Lamballe und schloss sich im Jahr 2011 der Jugendabteilung von Stade Brest an. In der Saison 2013/14 bestritt der Innenverteidiger erstmals Pflichtspiele in der Reservemannschaft Stade Brest II, welche in der fünftklassigen Championnat National 3 spielte. In der Startformation etablierte er sich in der Spielzeit 2015/16 und er war zu dieser Zeit auch erstmals im Spieltagskader der ersten Mannschaft gelistet. Am 15. April 2016 (34. Spieltag) debütierte er bei der 1:2-Auswärtsniederlage gegen den FC Sochaux in der Ligue 2, als er den gesperrten Simon Falette ersetzte. Dieser Einsatz blieb sein einziger für die erste Mannschaft von Stade Brest, während er für die Reserve in drei Saisons 39 Ligaspiele absolvierte, in denen er zwei Mal treffen konnte.
Le Normand verließ Brest nach dem Auslaufen seines Vertrags am 30. Juni 2016 und unterzeichnete einen Zweijahresvertrag beim spanischen Erstligisten Real Sociedad. Dort wurde er der Reservemannschaft zugewiesen, welche in der drittklassigen Segunda División B spielte. Bei den Basken startete er regelmäßig in der Innenverteidigung und erzielte am 5:0-Heimsieg gegen die SD Zamudio am 29. Oktober 2016 (11. Spieltag) sein erstes Saisontor. Er beendete seine erste  Saison 2016/17 mit 26 Ligaeinsätzen, in denen er einen Torerfolg verbuchen konnte. In der darauffolgenden Spielzeit 2017/18 galt er bereits als unumstrittener Stammspieler und unterschrieb am 17. Februar 2018 einen neuen Vertrag bis zum Sommer 2019. Er spielte nach einer hervorragenden Saison mit dem Verein erfolglos in den Playoffs um den Aufstieg in die Segunda División. Er verpasste nur zwei der möglichen 40 Ligaspiele und erzielte insgesamt zwei Tore.
Am 17. August 2018 verlängerte Robin Le Normand seinen Vertrag erneut, welcher ihn nun bis Sommer 2020 an die Txuri-urdinak band. Seine konstanten Leistungen wurden in dieser Saison 2018/19 auch vom Cheftrainer der ersten Mannschaft Asier Garitano bemerkt, welcher ihn im November 2018 in diese hochzog. Am 2. Dezember 2018 ersetzte er bei der 0:1-Auswärtsniederlage gegen Betis Sevilla den verletzten Diego Llorente und stand in seinem ersten Spiel in der höchsten spanischen Spielklasse über die volle Distanz der Partie auf dem Platz. Am 12. Februar 2019 wurde sein Vertrag zum dritten Mal in einem Jahr verlängert, wobei nun eine Laufzeit bis 2022 vereinbart wurde. Er absolvierte in der Spielzeit 2018/19 drei weitere Ligaspiele und wurde zusätzlich auch in drei Pokalpartien eingesetzt. Für die Reserve bestritt er 18 Ligaspiele, in denen er ein Tor erzielte.
In der Saison 2019/20 gelang ihm der Durchbruch in die Startformation der ersten Mannschaft und profitierte dabei von der Verletzungsanfälligkeit des Stammspielers Aritz Elustondo. Am 30. November 2019 erzielte er beim 4:1-Heimsieg gegen die SD Eibar sein erstes Ligator für Real Sociedad. Insgesamt bestritt er in dieser Spielzeit 31 Ligaspiele, in denen ihm ein Tor gelang.
Zur Saison 2024 schloss sich der Europameister Atlético Madrid an.

## Nationalmannschaft
Der gebürtige Franzose stellte Anfang 2023 einen Einbürgerungsantrag in Spanien, dem im Mai 2023 stattgegeben wurde. Er entschied sich in Zukunft für die spanische Nationalmannschaft zu spielen, auch weil er für die französische nie berücksichtigt worden war. Le Normand gab am 15. Juni 2023 unter Luis de la Fuente beim 2:1-Sieg gegen Italien sein Debüt für Spanien und gewann mit der spanischen Auswahl am  18. Juni 2023 in Rotterdam die UEFA Nations League 2022/23.

## Titel und Auszeichnungen
Nationalmannschaft
- Europameister: 2024
- UEFA-Nations-League-Sieger: 2023

Verein
- Spanischer Pokalsieger: 2020 (Real Sociedad)

Auszeichnungen
- Spieler des Monats der Primera División: Oktober 2021